# Åke Sander (direktör)
Karl Åke Lennart Sander, född 27 augusti 1938 i Edshult, död 25 maj 2021 på Lidingö, var en svensk bergsingenjör och företagsledare. Han var vice VD och teknisk direktör på SSAB. Han invaldes 1994 som ledamot av Ingenjörsvetenskapsakademien. Åke Sander är begravd på Lidingö kyrkogård.